# Ononis natrix
Pour les articles homonymes, voir Coquecigrue.
Espèce
Classification phylogénétique

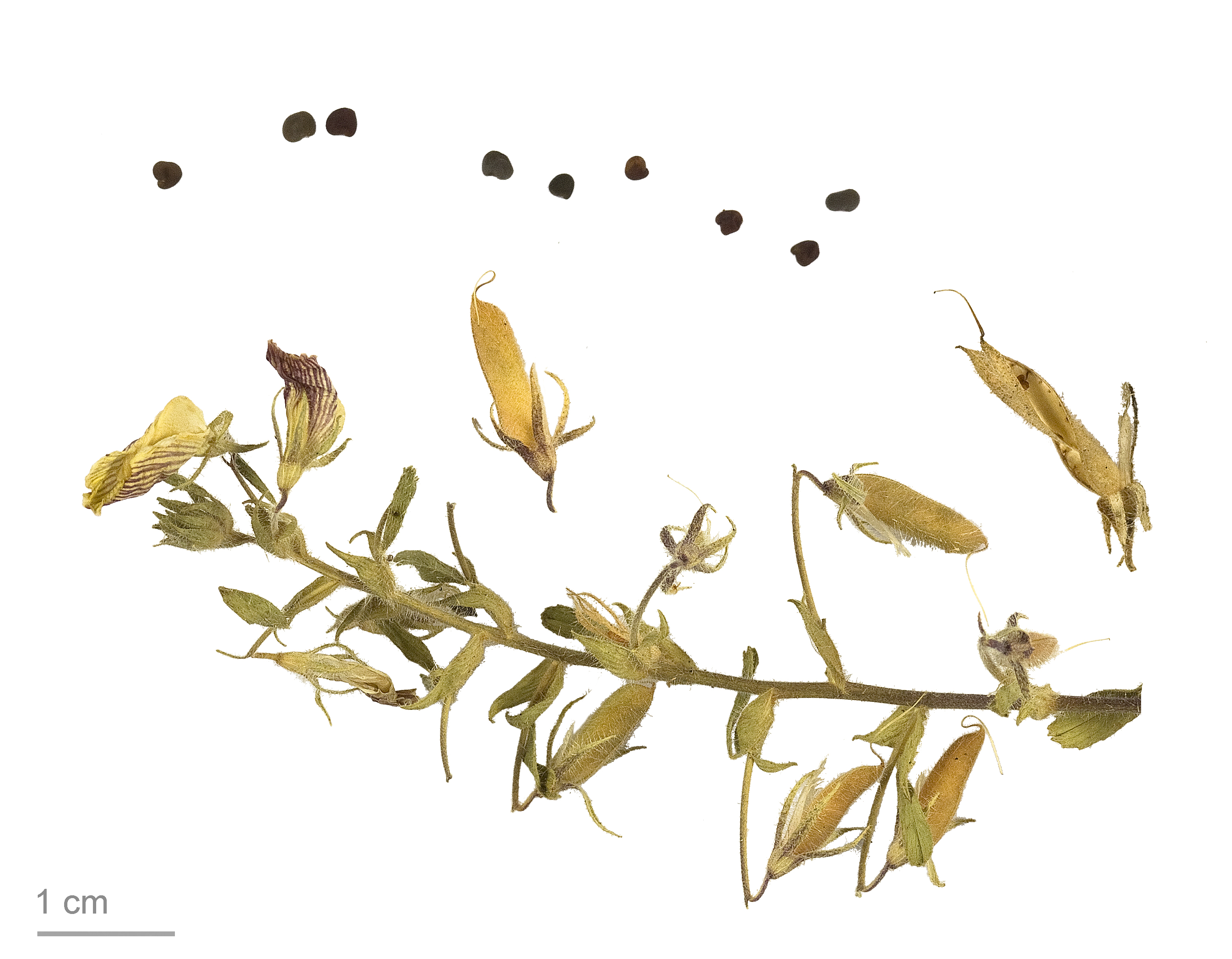
Ononis natrix au Muséum d'histoire naturelle de Toulouse.

Ononis natrix, la Bugrane jaune, est une espèce de plantes à fleurs de la famille des Fabacées et du genre Ononis.

## Autres noms vernaculaires
Outre Bugrane jaune, cette plante est aussi connue sous les noms de Bugrane fétide, Bugrane puante, Bugrane gluante ou encore Coqsigrue.

## Description
C'est une plante vivace d'une hauteur de 20 à 60 centimètres.
La plante est ligneuse à la base. Les tiges possède des poils denses et collants.
Les fleurs, d'un jaune intense rayé de pourpre, sont en grappes ramifiées. La floraison a lieu de mai à août.
Le fruit est une gousse pendante, longue de 1,5-2 cm.

## Distribution
La présence est certaine ou probable partout en France sauf en Bretagne, dans le Nord et en Corse par manque de données.

## Habitat
La plante vit dans des prairies sèches et incultes jusqu'à 2 000 m d'altitude.

## Utilisation
C'est un diurétique, dépurative, utile contre les rhumatismes et certaines dermites.